# Rickmers Reederei

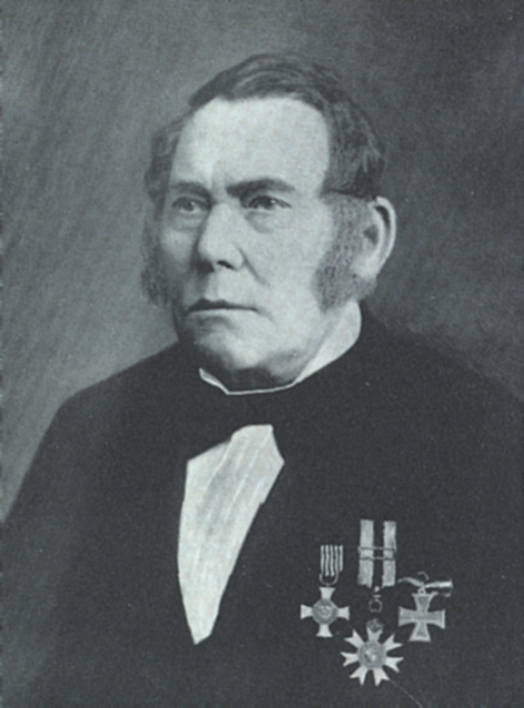
Rickmer Clasen Rickmers

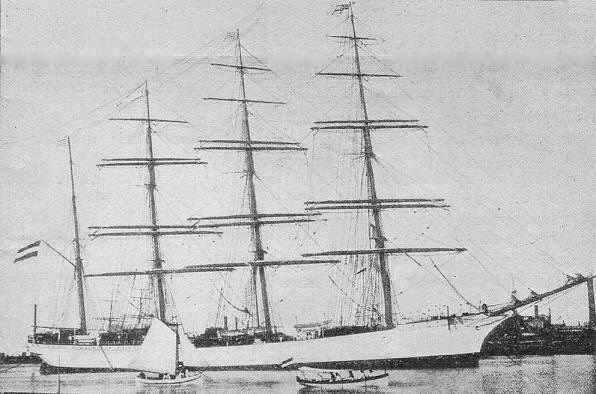
Herzogin Sophie Charlotte (ex. Albert Rickmers)

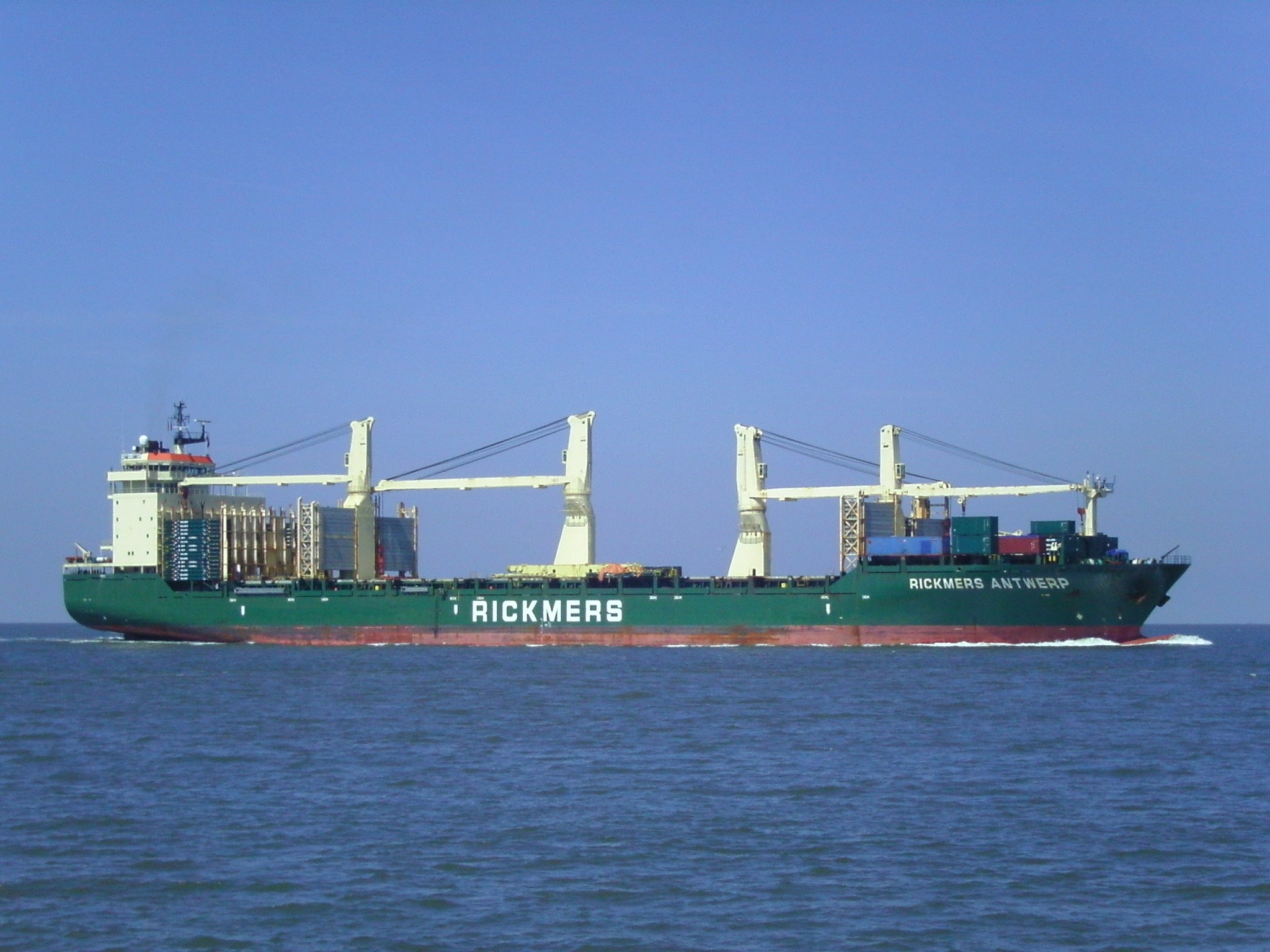
Multi-purpose containerschip Rickmers Antwerp

Rickmers Reederei (Rickmers & Cie), genoemd naar de oprichter Rickmer Clasen Rickmers, is een Duitse rederij.
Het bedrijf ontstond in 1834 als Rickmers Werft. De eerste werf stond in Geestemünde bij Bremerhaven. Door de groei van de activiteiten verhuisde het bedrijf in 1857 naar een nieuwe locatie. De scheepswerf had een goede reputatie en kreeg veel orders. Men begon ook schepen te bouwen voor eigen rekening en een rederij werd hiervoor opgericht. Tot aan zijn dood in 1886 werden alleen houten schepen gebouwd. RC Rickmers zag geen toekomst voor ijzeren schepen. De opvolgers, zijn drie zonen, gingen wel moderne ijzeren schepen bouwen. De bark Herzogin Sophie Charlotte was het eerste metalen schip. Het werd in 1894 gebouwd als Albert Rickmers voor de rederij van Rickmers. In 1889 kwamen aparte organisaties voor de scheepsbouw, de scheepvaart en voor de rijstmolens.
De rederij in Duitsland had in 2008 ongeveer 85 schepen in de vaart en een totale vervoerscapaciteit van 159.131 TEU. Sinds 2007 heeft de rederij een locatie in Singapore met nog eens 37 vaartuigen en een vervoercapaciteit van 230.558 TEU.
In juni 2017 vroeg de rederij faillissement aan. Een herstructureringsplan voor de rederij met 114 schepen en 2137 werknemers werd afgewezen door de HSH Nordbank. De rederij kampte al langere tijd met financiële problemen vanwege overcapaciteit in de sector met lage tarieven als gevolg. In 2016 leed Rickmers een verlies van 341 miljoen euro op een jaaromzet van 483 miljoen euro. Rickmers had op het moment van aanvragen een nettoschuld van 1,5 miljard euro.